# Reserva nacional de Buffalo Springs
Buffalo Springs es una reserva natural nacional situada en la provincia oriental de Kenia. Es un área de conservación administrada por el condado de Isiolo y el Servicio de Vida Silvestre de Kenia.

## Características de la reserva

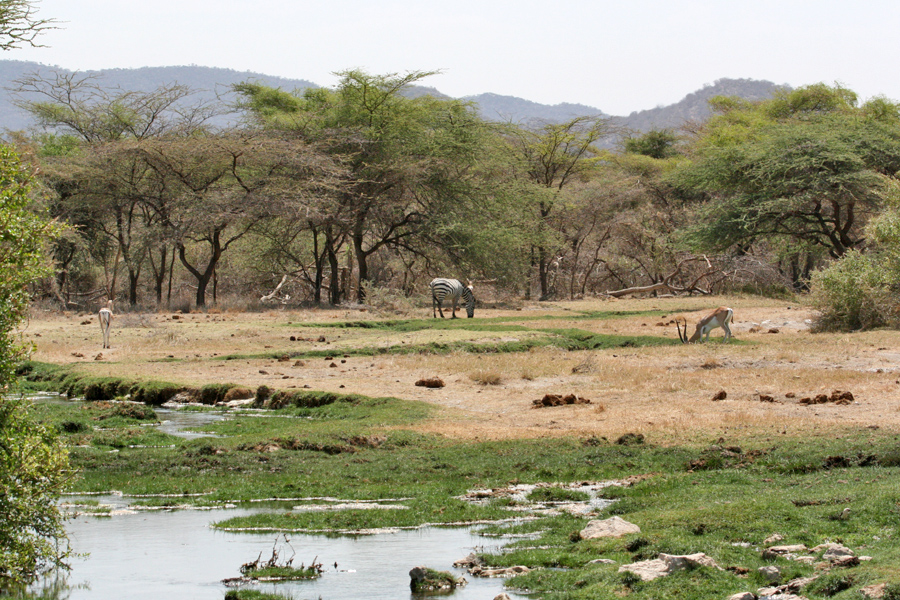
Panorama de la reserva de Buffalo Springs.

La reserva cubre un área de 13 100 hectáreas (131 km²) y se encuentra a una altitud de entre 850 metros y 1.230 metros sobre el nivel del mar.. Fue establecida en 1948 y los límites se establecieron en 1985. La reserva nacional de Buffalo Springs está al sur de la reserva nacional de Samburu, que se encuentra al otro lado del río Lagh Dera. La reserva se compone principalmente de una llanura de tierras bajas y suelos volcánicos de basalto olivino.

## Flora
La vegetación del área incluye bosques de acacia tortilis y grandes extensiones de matorrales dominados por commiphora. La reserva tiene una franja de bosque ribereño a lo largo del río Lagh Dera que incluye álamos del río Tana, palmeras de la Tebaida y ejemplares de acacia elatior.

## Fauna

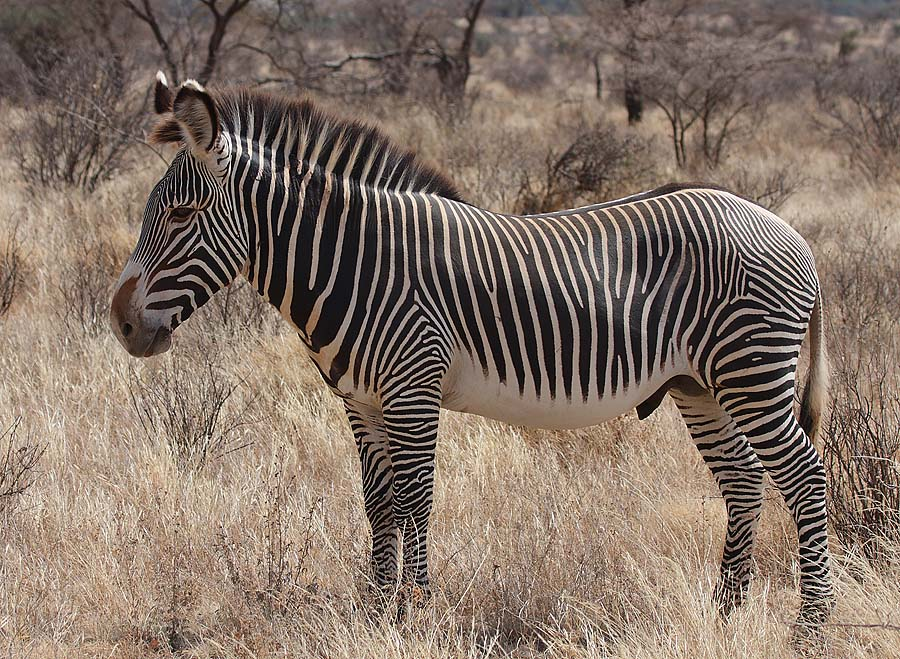
Cebra en la reserva nacional de Buffalo Springs.

La vida silvestre de la reserva incluyen a las cebras de Grant y las cebras de Grevy que se encuentran en peligro de extinción. Otras especies de mamíferos incluyen la jirafa reticulata, el elefante africano, el oryx, el gerenuk, el búfalo africano, el león, el guepardo y la hiena. Se han registrado más de 365 especies de aves en la reserva, incluidas avestruces somalíes.